# فالنتين باركو
فالنتين باركو (مواليد 23 يوليو 2004) هو لاعب كرة قدم أرجنتيني يلعب في مركز الظهير الأيسر في نادي بوكا جونيورز.

## وصلات خارجية
- فالنتين باركو على موقع إي إس بي إن إف سي (الإنجليزية)
- فالنتين باركو على موقع قاعدة بيانات كرة القدم.إي يو (الإنجليزية)
- فالنتين باركو على موقع ليكيب (الفرنسية)
- فالنتين باركو على موقع Soccerbase.com (لاعب) (الإنجليزية)
- فالنتين باركو على موقع Soccerway.com (الإنجليزية)
- فالنتين باركو على موقع عالم كرة القدم.نت (الإنجليزية)